# 瑞典國防軍
瑞典國防軍（瑞典語：Försvarsmakten）是瑞典王國的陸海空三軍部隊，其名稱由瑞典語中的「國防」（försvar）和「武力」（makt）合併而成。最高軍階為四星上將，常備部队约有16.5万人。瑞典實行義務兵與志願兵相結合的兵役制。
2017年3月，瑞典政府決定自2018年1月1日起恢復徵兵制。

## 軍種

### 陸軍
瑞典陸軍有6个师級司令部；2个装甲旅；3个机械化旅（包括特戰旅）；6个步兵旅；5个北极旅；100个步兵营、炮兵营和防空营，地方自卫区的100个民兵营；2个航空营。

### 海軍
瑞典海军人数約为1.2萬人（包括海陸兩棲兵團）45艘軍艦、1艘补给舰、7艘破冰船、7艘巡逻艇、7艘扫雷舰、14艘潜水艇、13艘佈雷舰、6艘小型导弹护卫舰；12艘导弹快艇，另有20艘大登陆艇；120艘中登陆艇；80艘突击登陆小艇。海軍基地位在卡爾斯克魯納、穆斯克等地。

### 空军
瑞典空軍人数約为8,100人，7个大队，包含4个对地攻击侦察中队，JAS-39C/D獅鷲戰鬥機94架、訂購JAS-39E/F獅鷲戰鬥機60架、C-130运输机8架、200架教練（攻擊）機、3架湾流IV电子机、10架AS332Kl直升機。

## 部署

### 國外
駐拉脫維亞600人。

## 圖集

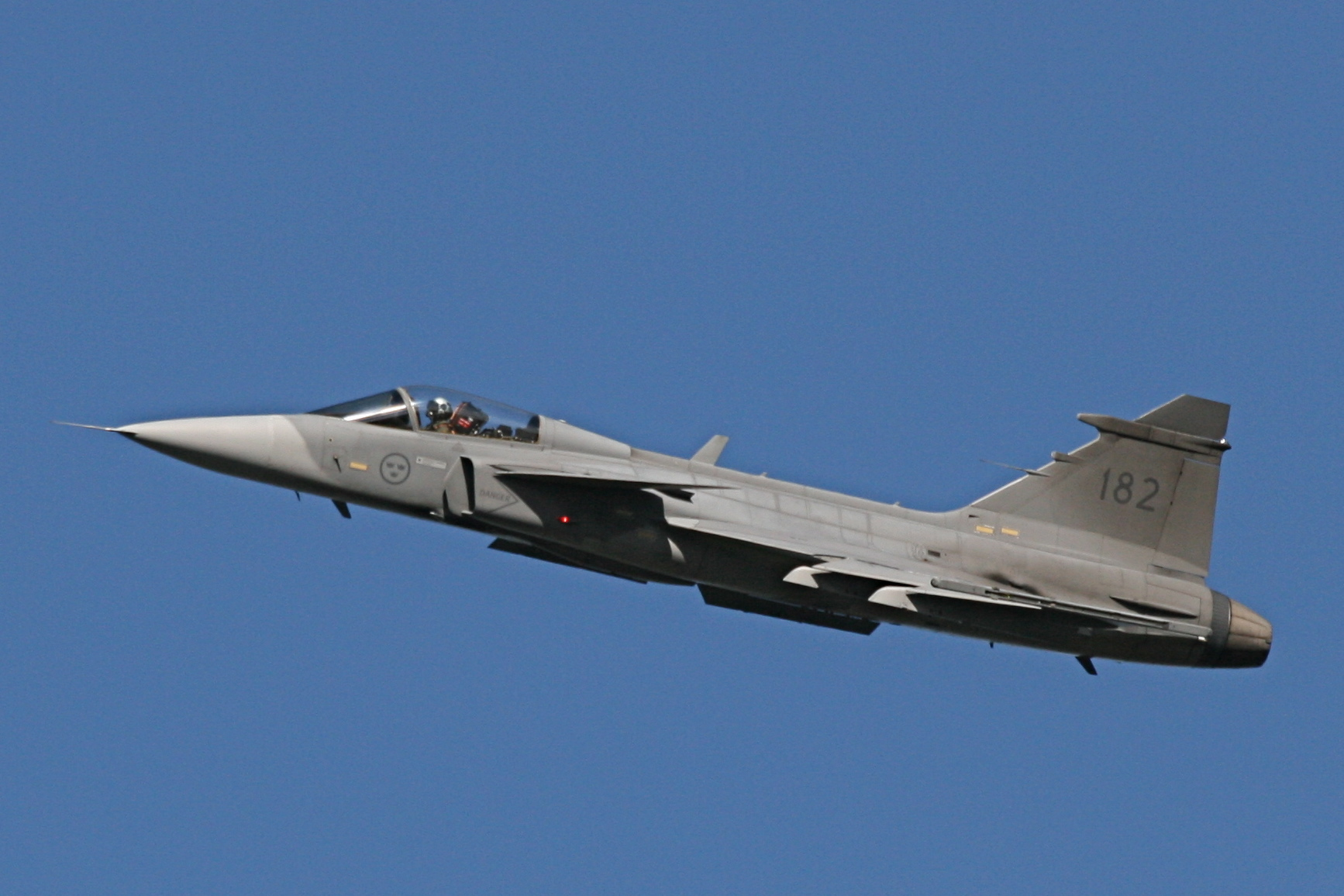
JAS 39獅鷲戰鬥機
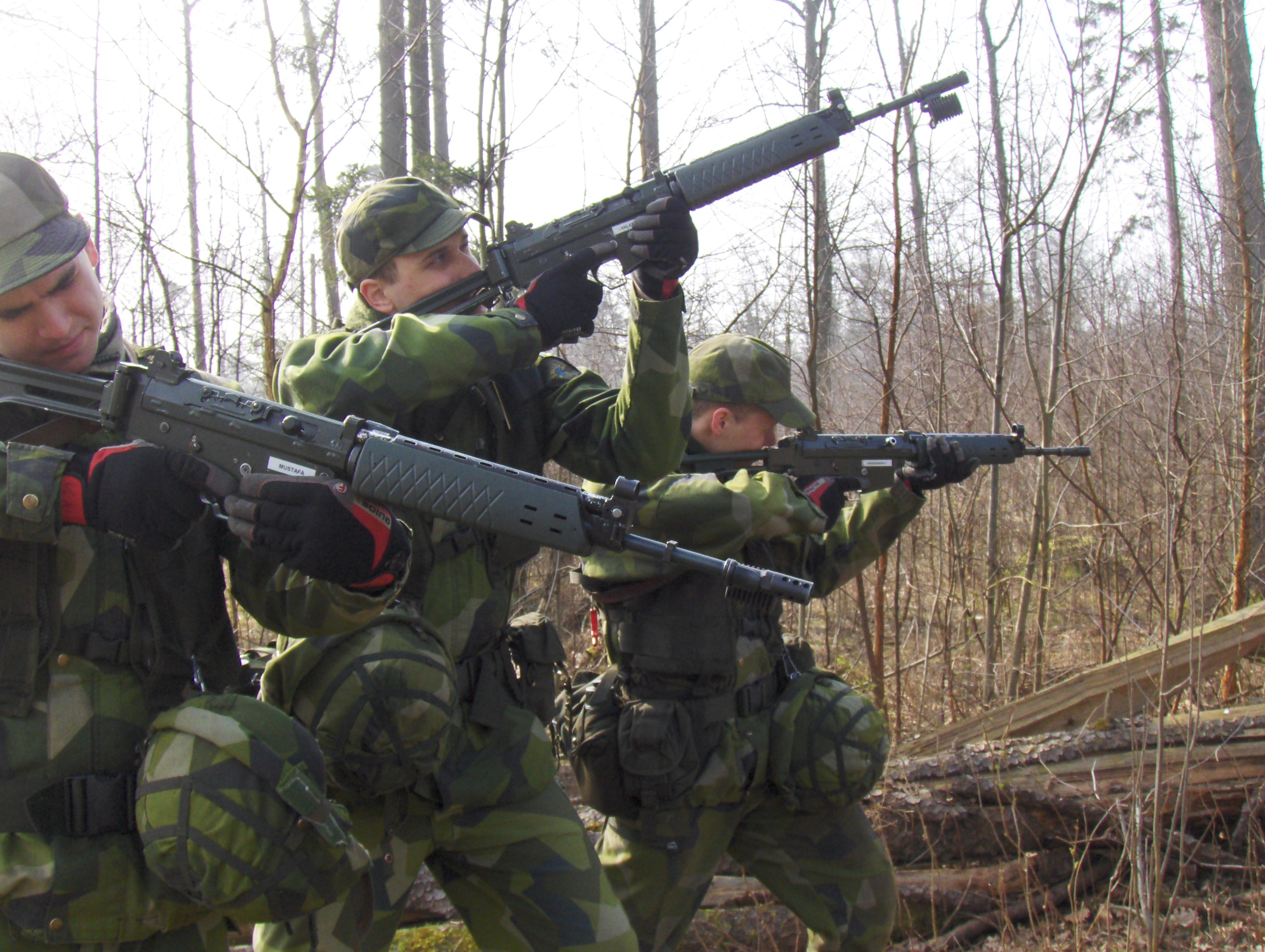
使用Ak 5突擊步槍作訓練的瑞典士兵
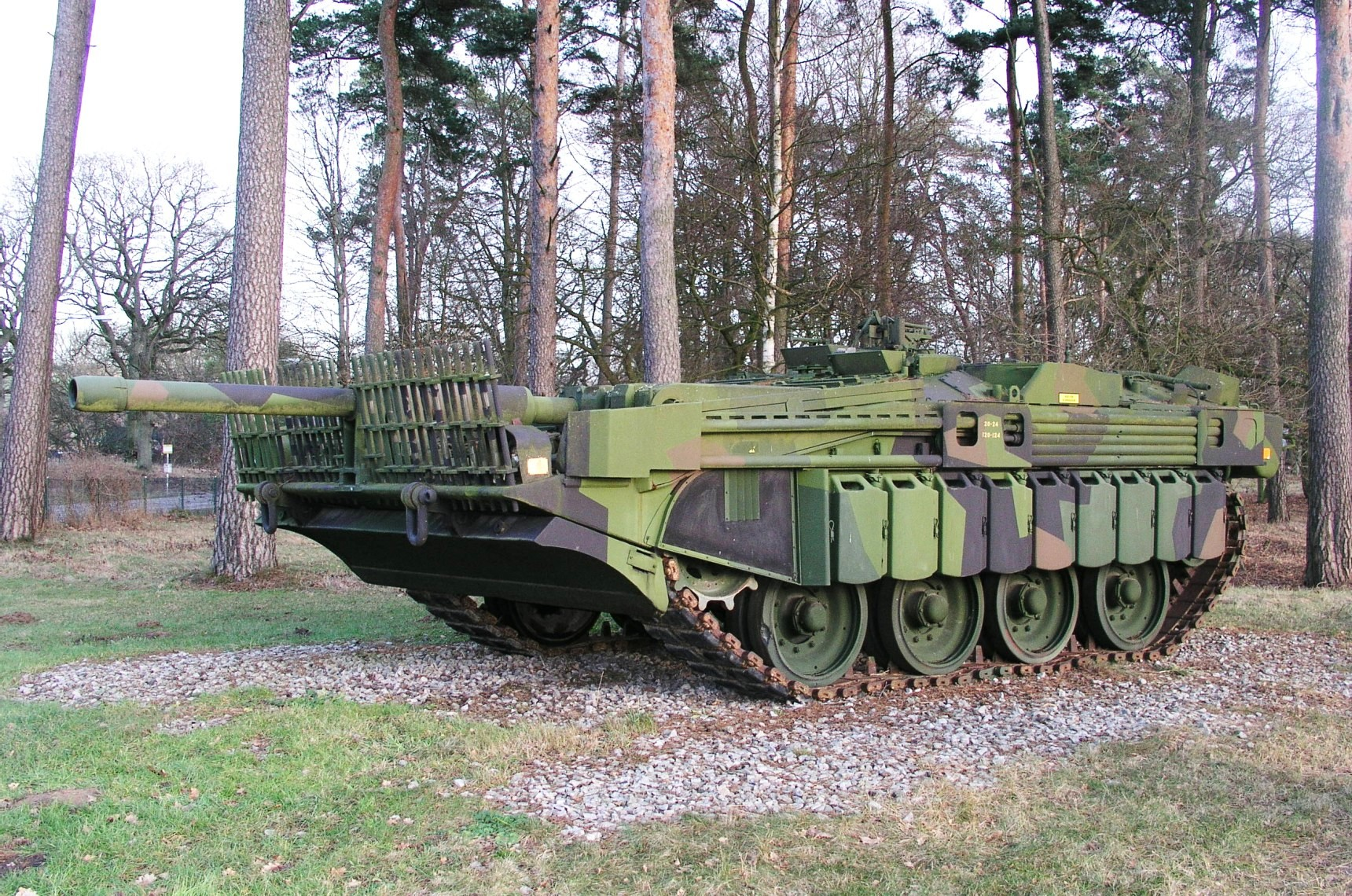
S型戰車
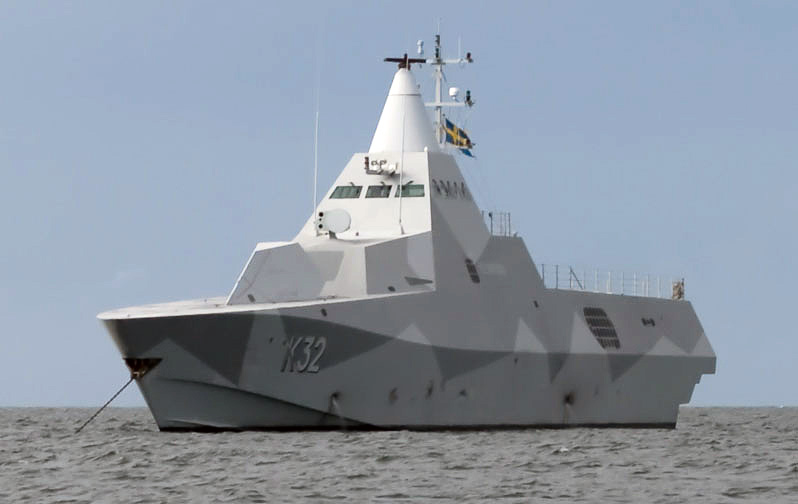
偉士比級護衛艦

## 外部連結
- Swedish Armed Forces - Official site
- Swedish Army - Official site
- Swedish Air Force - Official site
- Swedish Navy - Official site